# Panj é asr
Panj é asr é um premiado filme iraniano-afegão de 2003 dirigido e co-escrito por Samira Makhmalbaf. Este é o terceiro trabalho da diretora iraniana.

## Sinopse
O filme, que se passa nas ruínas bombardeadas de Cabul, conta a história da ambiciosa Noqreh (Agheleh Rezaie), uma jovem tentando obter educação no Afeganistão após a queda do regime talibã. Ao entrar na escola escondida, devido a desaprovação de seu pai (Abdolgani Yousefrazi), Noqreh descobre a poesia do espanhol Federico García Lorca (de onde vem o título do filme), e começa a receber estímulos de professores e ex-exilados para tornar-se a primeira presidenta do país – que até dois anos antes proibia as mulheres de receber educação. Então Noqreh passa sonhar com a ideia, no entanto, precisa lidar com a dura realidade do seu país e de sua cunhada Leylomah (Marzieh Amiri) e o bebê dela, já que ambos não têm o que comer.

## Elenco
- Agheleh Rezaie – Noqreh
- Abdolgani Yousefrazi – Pai de Noqreh
- Razi Mohebi – Poeta
- Marzieh Amiri – Leylomah

## Produção
- Direção: Samira Makhmalbaf
- Roteiro: Mohsen Makhmalbaf e Samira Makhmalbaf
- Produção: Mohsen Makhmalbaf
- Música: Mohammad Reza Darvishi
- Fotografia: Ebrahim Ghafori e Samira Makhmalbaf
- Edição: Mohsen Makhmalbaf